# Pere Cavallé Pi
Pere Cavallé Pi (Reus, 1908 - 1987) va ser un metge ginecòleg català, fill de l'escriptor Pere Cavallé Llagostera.
Va estudiar medicina a la Universitat de Barcelona i es va especialitzar en toco-ginecologia. Era deixeble del doctor Pere Nubiola, amb el qual va treballar com a metge de guàrdia a la seva càtedra a l'Hospital Clínic i Provincial de Barcelona. Es va establir a Reus l'any 1933, quan va guanyar el concurs convocat per l'ajuntament per a organitzar i dirigir el servei de maternitat a l'Hospital de sant Joan, creat aquell any a instàncies del doctor Alexandre Frías com a complement de l'Institut de Puericultura que ell dirigia, una institució pionera d'atenció post-natal. El servei es va crear per tal d'oferir una bona assistència obstètrica. La Maternitat constava de tres sales de quatre llits cadascuna, dues habitacions individuals, una sala de parts, una sala vestidor per als nadons, un menjador per a les embarassades que esperaven a donar a llum, un despatx i un consultori perinatal. Tot moblat però sense l'instrumental necessari que hi mancava absolutament i l'havia de dur el propi obstetre. La primera mesura de política assistencial que es va prendre va ser el suprimir els parts de beneficència als domicilis, lògicament embarassades amb o sense recursos econòmics, iniciant així un servei de medicina hospitalària. Del 1933 al 1936 va ser un dels col·laboradors importants de la revista mèdica reusenca Fulls Clínics. A inicis dels anys cinquanta, era un dels promotors de l'Hemeroteca Mèdica, una agrupació professional de subscripcions a revistes mèdiques estrangeres i on s'organitzaven conferències i cursets de formació permanent. Al morir, l'any 1987, exercia encara de metge.